# Кведа-Дагва
Кведа-Дагва (груз. ქვედა დაგვა) — село в Грузии, на территории Кобулетского муниципалитета автономной республики Аджария.

## География
Село находится в юго-западной части Грузии, на правом берегу реки Дехвы, на расстоянии 3 километров (по прямой) к юго-востоку от города Кобулети, административного центра муниципалитета. Абсолютная высота — 258 метров над уровнем моря.

## Население
По результатам официальной переписи населения 2014 года, в Кведа-Дагве проживало 545 человек (278 мужчин и 267 женщин). В национальной структуре населения грузины составляли 99,6 %, греки — 0,4 %.
| Год  | Население, человек |
| ---- | ------------------ |
| 2002 | 601                |
| 2014 | ↘ 545              |